# Texingtal
Texingtal – gmina w Austrii, w kraju związkowym Dolna Austria, w powiecie Melk. Liczy 1 604 mieszkańców (1 stycznia 2014).